# Giuseppe Anedda
Giuseppe Anneda, né le 1er mars 1912 à Cagliari et mort le 30 juillet 1997dans la même ville est un mandoliniste et professeur de musique classique italien. Il enseigne à la première chaire de mandoline du conservatoire de Padoue et contribue notamment à donner à la mandoline une place plus importante dans le monde de la musique classique.  

## Biographie
Giuseppe Anedda commence à étudier le violon à l'âge de 5 ans, mais doit s'orienter vers la mandoline en raison de l'incapacité de sa famille à lui offrir un violon. Il se produit au théâtre et à l'opéra dès l'âge de 10 ans et il a pour surnom Pippo. Encore jeune, il fait également partie d'un groupe de spectacles professionnels, le Quartetto Karalis, avec Flavio Cornacchia (mandole), Giovanni Scano (guitare) et Massimo Piredda (2e mandoline). 
Il s'enrôle dans la police en service au Palais royal de Naples, et en 1938, il a l'occasion de participer à une manifestation musicale organisée par l'Opéra Nazionale Dopolavoro, dont il remporte le premier prix durant deux années consécutives.
Il commence à travailler pour l'Ente Italiano per le Audizioni Radiofoniche en 1941 et, en 1948, participe à la toute première représentation du concert original de Vivaldi pour deux mandolines, cordes et clavecin, dirigé par Maestro Nino Sanzogno. Cette interprétation est donnée à nouveau à l'Académie de Sainte Cécile en 1950.   
À la suite de cette performance, le Maestro Renato Fasano décide de l'inclure dans le répertoire du Collegium Musicum Italicum. Il enregistre à Londres pour His Master Voice et remporte le prix organisé par l'Académie Vivaldiana Bruxelles pour l'interprétation du soliste.  Anedda dirige ensuite le Collegium Italicum, l'un des meilleurs orchestres de chambre au monde, pendant plus de 16 ans (1952-1968).   

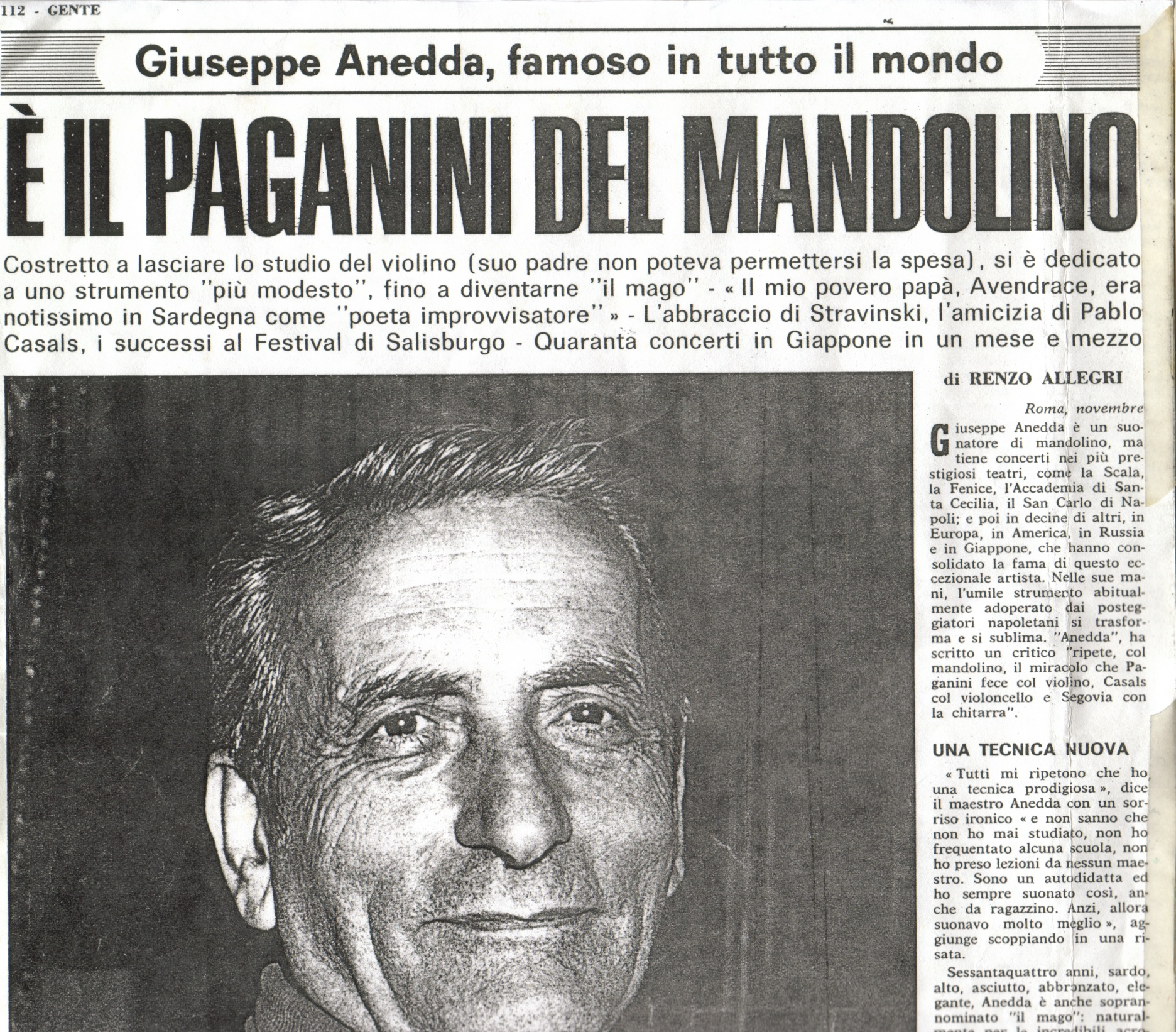
Giuseppe Anedda est nommé le " Paganini de la mandoline" dans un journal italien.

Une autre représentation en 1968 scelle sa place de "plus grand mandoliniste du monde", quand il joue dans le nouveau ballet d'Igor Stravinsky, Agon. Le public réagit vivement à la performance, criant "Bravo Mandolino!" et Stravinsky lui-même serre la main d'Anedda.  
Anedda a donné "d'innombrables concerts dans toutes les parties du monde", parfois en solo, ou avec des orchestres ou avec le pianiste Franco Barbalonga. À partir de 1970, il enseigne à la Manhattan School of Music. Il donne des concerts avec Claudio Scimone en Suisse, et l'amitié entre eux contribue à établir la "première chaire" pour l'enseignement de la mandoline au Conservatoire Pollini de Padoue, où Anedda enseigne jusqu'à sa retraite en 1980. Il a pu également accéder à des manuscrits dans des musées, redécouvrir des œuvres de Vivaldi, Pergolesi, Beethoven et bien d'autres.
Il est honoré d'une médaille d'or de la présidence de la République italienne. Il est également invité à l'inauguration du Festival des Deux Mondes à Charleston en Caroline du Sud, avec Carla Fracci.